# Hemipeplus gounellei
Hemipeplus gounellei es una especie de coleóptero de la familia Mycteridae.

## Distribución geográfica
Habita en Brasil.